# Ice Cream (canção de Hyuna)
"Ice Cream" é uma canção da cantora sul-coreana Hyuna, e é o single de seu segundo EP, Melting.
Uma versão alternativa da música tem a participação de Maboos. No dia em que a música foi lançada, 22 de outubro de 2012, teve mais de dois milhões de visualizações. Em quatro dias, o videoclipe de "Ice Cream" chegou a quase oito milhões de visualizações no YouTube. A Cube Entertainment (estilizada como CUBE Entertainment) lançou o vídeo no YouTube. No dia 26 de outubro, o vídeo atingiu dez milhões de visualizações no YouTube, nove dias mais rápido que Gangnam Style, a primeira colaboração de HyunA com PSY. Teve uma discussão em andamento sobre se o vídeo deveria ou não ter uma classificação de 19+. A música tem um "forte som de hip hop e um rap exclusivo" de Hyuna. No dia 21 de outubro de 2012, o EP Melting vazou em um "site de música estrangeira", um dia antes do lançamento pretendido. A canção, no entanto, conseguiu ficar em 1º lugar em muitos sites de música.

## MV
O videoclipe oficial foi lançado na SBS MTV em 21 de outubro e no YouTube em 22 de outubro de 2012. O videoclipe da música também conta com uma participação especial do rapper sul-coreano PSY. No início do vídeo, PSY está "engolindo alguns cones de sorvete". Hyuna havia participado do videoclipe "Gangnam Style" de PSY. O vídeo mostra bolhas, um homem tatuado e sorvete. Quatro dias após seu lançamento, o videoclipe bateu o recorde de videoclipe de um "K-idol" a alcançar dez milhões de visualizações no YouTube mais rápido.

## Paradas musicais
| Parada                             | Posição |
| ---------------------------------- | ------- |
| Gaon Digital Chart                 | 1       |
| Gaon Mobile Ringtone Chart         | 14      |
| World Digital Songs) Digital Chart | 5       |

## Créditos
- Hyuna - vocais, rap
- Brave Brothers - produção, composição, arranjo, música